# Transzportgyűrűk

Transzportgyűrűk működés közben

A transzportgyűrűk a Csillagkapu című filmsorozatban lévő kitalált teleporteszköz.

## Eredetük
A transzportgyűrűket az ősök hozták létre, mint olyan gyors teleporteszköz, melyet lehet szállítani, és teleportációja nem feltétlenül igényel ATA-gént (így a szövetségeseik is használhatták) és platformot. Bár ez lassabb volt, mint a legtöbb ős teleport, nem volt praktikus, nem jutott el mindenhova, rendkívül elterjedt teleporttá vált. A gyűrűkkel először a Csillagkapu mozifilmben találkozunk. A gyűrűkről sokan azt hiszik, hogy a goa'uld-ok találmánya, mivel ez náluk vált ez általános közlekedőeszközzé.

## Működésük
A gyűrűk mikor felvesznek valakit, akkor csak úgy megjelennek (6-7 db), és aki vagy ami a gyűrűn belül van, elraktározódik a készülékben fényjelenség kíséretével (1-2 mp-es folyamat). Mikor a gyűrűk megérkeztek a platformjukhoz, ahonnan elindították őket, új fényjelenség kíséretében újra összeállnak a teleportáltak. Nagyon gyors, de a hatótávolságuk sem rövid, akár egyik bolygóról a másikra is el lehet jutni velük.
Lehetséges az egyszerre két irányú transzportálás. Ha a célplatformon van valami akkor azt a forrásplatformra viszi, a forrásplatformon lévőt a célplatformra.

## Az Ori gyűrűk
Az ori is készített saját gyűrűket, de ezek sokkal vastagabbak, több dolog fér beléjük, lassabban teleportálnak és ezüst színűek, Ori szimbólumokkal díszítve. A gyűrűk nem egyenesek (a felületük), hanem inkább a két végénél be vannak hajlítva, és platformhoz kötöttek. Az ori azért hasznosítja ezt a technológiát, mert először is a katonáit hordozható platform segítségével úgy tudja leküldeni a bolygókra, hogy bekapcsolva hagyják a teleport zavarást, de ennek hála a gyűrűkkel lehetséges fegyvereket (atombombákat) és katonákat küldeni az Ori hajókra, bár ezeket a rendszereket gyakran levédik.